# Neolimonia precipua
Neolimonia precipua är en tvåvingeart som först beskrevs av Alexander 1979.  Neolimonia precipua ingår i släktet Neolimonia och familjen småharkrankar.
Artens utbredningsområde är Ecuador. Inga underarter finns listade i Catalogue of Life.